# Ludmilla Assing
Rosa Ludmilla Assing (Hamburgo, 22 de febrero de 1821-Florencia, 25 de marzo de 1880) fue una escritora alemana, que también escribió bajo los seudónimos Achim Lothar y Talora.

## Biografía
Ludmilla Assing era la segunda hija de la autora Rosa Maria Varnhagen y David Assur Assing, un médico judío de Königsberg. Su hermana mayor, Ottilie Assing, fue una autora feminista y activista abolicionista. David Assing se convirtió al luteranismo para poder casarse con la madre de Ludmilla, Rosa Maria Assing, aunque, en aras de la reciprocidad, la familia se mudó a un barrio judío donde Assing se sentiría más cómodo.
Los padres de Ludmilla eran intelectuales liberales y celebraban salones literarios a los que asistían autores y pensadores como Heinrich Heine, Friedrich Hebbel, Karl Gutzkow y poetas del movimiento Joven Alemania (Junges Deutschland).
Después de la muerte de sus padres, se mudó a Berlín para vivir con su tío, el autor Karl August Varnhagen von Ense, el hermano menor de la madre de Ludmilla. Además de conversar sobre política, hizo excelentes retratos al pastel de los visitantes de Varnhagen, incluido Gottfried Keller, con quien mantuvo correspondencia durante muchos años. Su hermana Ottilie se fue de casa después de una discusión y luego emigró a los Estados Unidos.
A la muerte de su tío en 1858, Ludmilla heredó su colección de documentos. Ella preparó las cartas de Alexander von Humboldt para su publicación en 1869 y los diarios de Varnhagen, que aparecieron impresos desde 1862-1870 en 14 volúmenes. Esto le trajo fama mundial pero también entró en conflicto con las autoridades. Otto von Bismarck ordenó que se incautaran los diarios del año 1848 y prohibió a su editor Brockhaus distribuirlos. Assing huyó a Florencia en Italia y continuó sus actividades como autora y editora. Se unió al ala izquierda del movimiento Risorgimento para unificar Italia y escribió sobre política en italiano y alemán para publicaciones periódicas de cada país, además de traducir textos italianos al alemán.
Los amigos de Ludmilla Assing incluían a Ferdinand Lassalle, Georg y Emma Herwegh, Hedwig Dohm y Hermann von Pückler-Muskau. Después de la muerte de Pückler, ella escribió su biografía y preparó sus obras literarias inéditas para imprimir.
Se casó con el teniente italiano Bersaglieri Cino Grimelli de 25 años en 1874, lo que la llevó a cambiar su nombre a Ludmilla Assing-Grimelli en trabajos publicados posteriormente. El matrimonio se consideró escandaloso y se disolvió después de un año. Grimelli se suicidó en 1878.
Assing murió de meningitis en un hospital de Florencia en 1880.